# Antique & Classic
Antique & Classic war eine US-amerikanische Automarke.

## Markengeschichte
Der Markenname wurde 1970 oder 1972 für Automobile und Kit Cars eingeführt. Der Autoshop Idelberger GmbH & Co. KG bot die Fahrzeuge in Deutschland an. 1990 endeten Produktion und Vermarktung.
Mehrere Quellen nennen Antique & Classic Cars Inc. aus Buffalo im Bundesstaat New York als Hersteller. Ebenso wird British Motor Cars Ltd. aus Cheektowaga genannt. Dieses Unternehmen wurde am 13. Dezember 1983 gegründet und am 24. Juli 1987 aufgelöst.
Eine andere Quelle nennt Antique & Classic Automotive Inc. aus Buffalo. Dieses Unternehmen wurde am 9. Mai 1977 in Cheektowaga gegründet. Am 12. Mai 1977 änderte sich die Firmierung in N.P.S.S. Vehicles Inc. und am 26. Juli 1977 zurück. Am 29. September 1993 wurde das Unternehmen aufgelöst.
Antique & Collectible Autos aus derselben Stadt setzte die Produktion ab 1990 unter eigenem Markennamen fort.

## Fahrzeuge
Im Angebot standen Modelle, die historischen Fahrzeugen ähnlich sahen. Eine Quelle gibt an, dass die Abweichungen vom Original zu groß waren, um von Nachbildungen zu sprechen. Vorbilder waren Alfa Romeo Monza, ein Modell von Bentley mit Kompressor, Bugatti Type 35, ein Modell von Frazer Nash und der Jaguar S.S.100. Ein Fahrgestell vom VW Käfer bildete die Basis. Später beschränkte sich das Sortiment auf den S.S. 100. Für ihn war dann ein Rohrrahmen erhältlich, der Motoren vom Ford Pinto oder Ford Mustang II aufnahm. Dann folgte noch der Nachbau eines Jaguar XK 120.